# Tillståndsövervakning
Tillståndsövervakning är en metod för att kontinuerligt övervaka maskiner.
De kontinuerligt eller periodiskt utförda mätningarna analyseras med syfte att tolka om det finns ett behov av underhåll på det berörda objekt.
För att utföra tillståndsövervakning behövs kunskap om Vad man ska mäta, Hur ett fel utvecklas och När man ska utföra en underhållsåtgärd.
Exempel på tillståndsövervakningsmetoder:
- Visuell övervakning
- Stötpulsmetoden
- Vibrationsövervakning
- Oljeanalys
- Termografi